# Julie Norman Leth
Pour les articles homonymes, voir Leth.
Julie Norman Leth, née le 13 juillet 1992 à Mårslet dans la commune de Aarhus, est une coureuse cycliste danoise, qui pratique le cyclisme sur route et sur piste.

## Biographie
Julie Leth fait de l'athlétisme dans la jeunesse. Elle se concentre sur les distances moyennes et longues. En 2005, elle se blesse au tendon d'Achille. Elle commence alors le cyclisme, tout comme son frère dans le club Odder. Son père a également été coureur, il n'est cependant que peu enthousiasmé par la pratique cycliste de ses filles. Après son rétablissement, Julie reprend la course à pied en parallèle du cyclisme. Au bout d'un an, en 2007, elle choisit de se focaliser sur cette dernière discipline. Elle étudie le marketing et la communication à l'Université d'Aarhus.
En 2007, elle devient championne du Danemark de poursuite juniors (moins de 19 ans). L'année suivante, toujours chez les juniors, elle remporte le titre national du scratch et se classe trois fois deuxième, de la vitesse, de la poursuite individuelle et du contre-la-montre sur route. En 2009, elle est triple championne national du scratch, de la vitesse et de la poursuite juniors, et en 2010, elle décroche trois titres sur piste. Aux mondiaux sur piste de 2010, elle termine neuvième au scratch et 19e de la course aux points. En 2011 et 2014, elle est championne du Danemark sur route.
En 2015, elle chute sur la Winston Salem Classic et se fracture la sixième vertèbre.
En 2018 et 2019, elle est championnat d'Europe de l'américaine avec Amalie Dideriksen. Toujours en 2019, Leth et Dideriksen ont remporté la médaille de bronze dans la même discipline aux championnats du monde. Avec Trine Schmidt, elle gagne en 2019 l'américaine lors de la Coupe du monde de Hong Kong. Aux Jeux olympiques de Tokyo, organisés en août 2021, elle décroche la médaille d'argent de la course à l'américaine avec Dideriksen. 
Aux championnats du monde sur piste de 2022, elle obtient deux médailles, l'argent dans la course aux points et le bronze de l'américaine (avec Dideriksen). En août 2024, moins de six mois après avoir accouché, elle participe aux Jeux olympiques de Paris, où elle se classe sixième de la course à l'américaine. En fin d'année, elle devient à domicile double championne du monde sur la course à l'américaine et la course aux points. Elle prend sa retraite sportive à l'issue de cette saison 2024, à 32 ans.

## Vie privée
En novembre 2022, Leth épouse son compatriote Lasse Norman Hansen, également coureur. Depuis lors, les deux ont le nom de famille Norman Leth. Le 9 janvier 2024, le couple est devenu parent pour la première fois d'un garçon.

## Palmarès sur piste

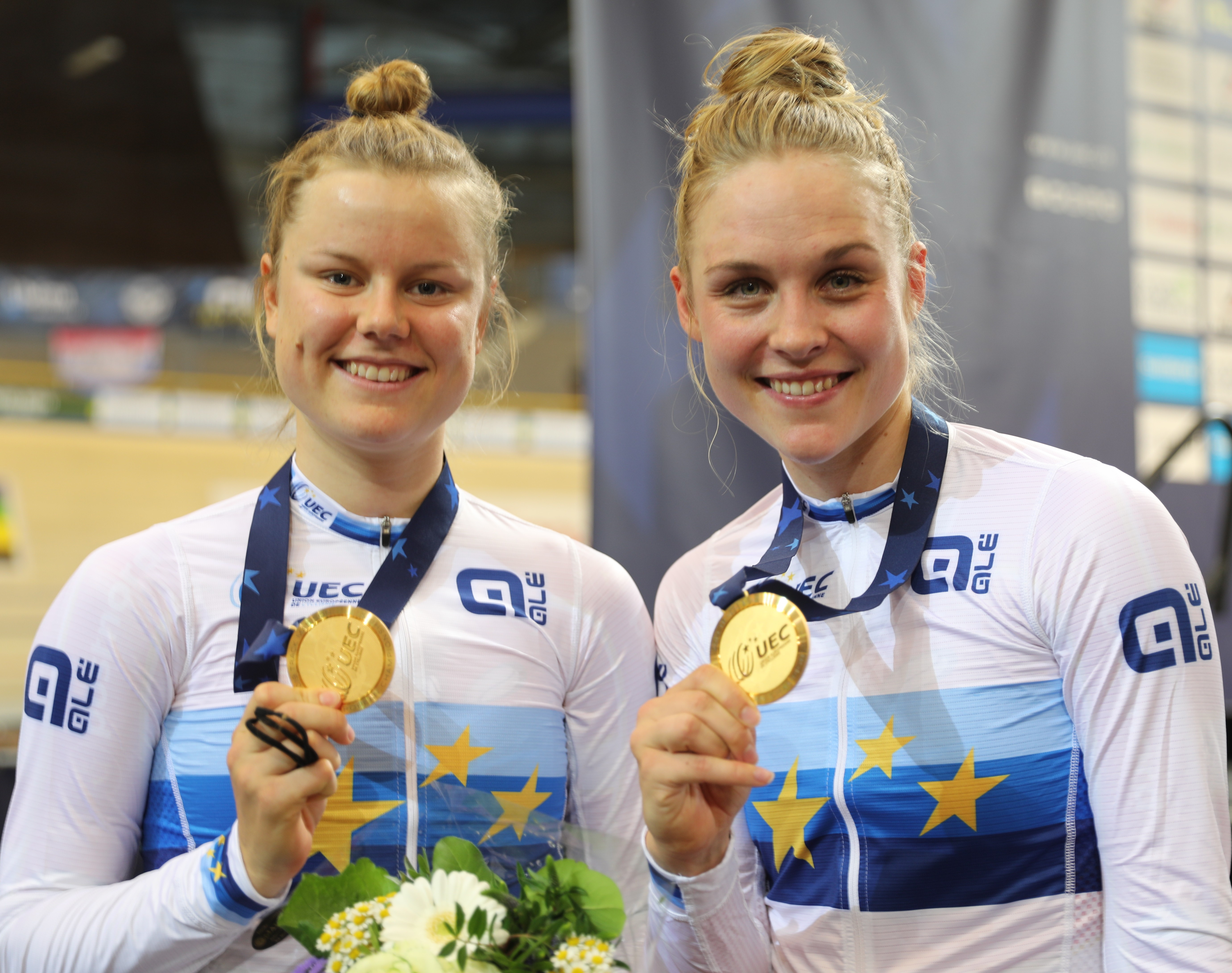
Amalie Dideriksen et Julie Leth (à droite) après leur titre européen sur la course à l'américaine en 2019.

### Jeux olympiques
- Tokyo 2020
  -  Médaillée d'argent de la course à l'américaine
- Paris 2024
  - 6e de la course à l'américaine

### Championnats du monde
| Édition / Épreuve              | Américaine | Course aux points |
| Pruszków 2019                  | Bronze     |                   |
| Saint-Quentin-en-Yvelines 2022 | Bronze     | Argent            |
| Ballerup 2024                  | Or         | Or                |

### Coupe du monde
- 2017-2018
  - 2e de l'américaine à Santiago
- 2018-2019
  - 1re de l'américaine à Saint-Quentin-en-Yvelines (avec Amalie Dideriksen)
  - 2e de l'américaine à Milton
  - 2e de l'américaine à Berlin
- 2019-2020
  - 1re de l'américaine à Hong Kong (avec Trine Schmidt)

### Coupe des nations
- 2022
  - 3e de l'américaine à Glasgow
- 2023
  - 1re de l'américaine à Jakarta (avec Amalie Dideriksen)
  - 2e de l'américaine au Caire

### Championnats d'Europe
| Édition / Épreuve | Course aux points | Américaine                      |
| Glasgow 2018      |                   | Or (avec Amalie Dideriksen)     |
| Apeldoorn 2019    |                   | Or (avec Amalie Dideriksen)     |
| Granges 2021      |                   | Argent (avec Amalie Dideriksen) |
| Munich 2022       | 4e                | Bronze (avec Amalie Dideriksen) |
| Granges 2023      |                   | 5e                              |

### Championnats du Danemark
- 2007
  -  Championne du Danemark de poursuite juniors
  - 3e de la poursuite élite
- 2008
  -  Championne du Danemark du scratch
  - 2e de la poursuite élite et juniors
  - 2e de la vitesse
- 2009
  -  Championne du Danemark de vitesse
  -  Championne du Danemark du scratch
  -  Championne du Danemark de poursuite juniors
  - 2e de la poursuite élite
- 2010
  -  Championne du Danemark de poursuite
  -  Championne du Danemark de course aux points
  -  Championne du Danemark du scratch
  - 2e de l'omnium
- 2011
  -  Championne du Danemark d'omnium
- 2013
  -  Championne du Danemark d'omnium
- 2017
  -  Championne du Danemark de course aux points
- 2018
  -  Championne du Danemark d'omnium
- 2019
  -  Championne du Danemark d'omnium
- 2020
  -  Championne du Danemark de vitesse
  -  Championne du Danemark d'omnium
- 2024
  -  Championne du Danemark de l'américaine

### Autres
- 2015
  - Vainqueur sur l'américaine à Melbourne (avec Annette Edmondson)

## Palmarès sur route

### Par années
- 2008
  - 2e du championnat du Danemark du contre-la-montre juniors
- 2009
  - 3e du championnat du Danemark du contre-la-montre juniors
- 2011
  -  Championne du Danemark sur route
- 2012
  - 3e du championnat du Danemark sur route
  - 3e du championnat du Danemark du contre-la-montre
- 2013
  - 3e du championnat du Danemark du contre-la-montre
- 2014
  -  Championne du Danemark du contre-la-montre
  - 3e du championnat du Danemark sur route
- 2017
  - 10e du championnat d'Europe du contre-la-montre
- 2019
  - Grand Prix Cham-Hagendorn
- 2020
  - 2e du championnat du Danemark sur route
- 2022
  - 2e du championnat du Danemark du contre-la-montre

### Résultats sur les grands tours

#### Tour d'Italie
4 participations
- 2013 : 91e
- 2014 : 93e
- 2017 : 101e
- 2022 : abandon (9e étape)

#### Tour de France
1 participation
- 2022 : 81e

### Classements mondiaux
| Année                                 | 2011 | 2012 | 2013 | 2014 | 2015 | 2016 | 2017 | 2018 | 2019 | 2020 | 2021 | 2022 | 2023 | 2024  |
| ------------------------------------- | ---- | ---- | ---- | ---- | ---- | ---- | ---- | ---- | ---- | ---- | ---- | ---- | ---- | ----- |
| Classement UCI                        | 201e | 289e | 352e | 105e | 560e | 242e | 531e | 162e | 126e | 122e | 175e | 213e | 236e | 1383e |
| UCI World Tour                        |      |      |      |      |      | 137e | 173e | 150e | 105e | 94e  | 90e  | 197e | 119e | nc    |
|                                       |      |      |      |      |      |      |      |      |      |      |      |      |      |       |
| Légende : nc = non classéSource : UCI |      |      |      |      |      |      |      |      |      |      |      |      |      |       |

## Distinctions
- Cycliste danoise de l'année en 2021 (avec Amalie Dideriksen) et 2024